# Ешкораб
Ешкораб (перс. اشكراب) — село в Ірані, у дегестані Хараруд, у Центральному бахші, шагрестані Сіяхкаль остану Ґілян. За даними перепису 2006 року, його населення становило 87 осіб, що проживали у складі 22 сімей.

## Клімат
Середня річна температура становить 14,50 °C, середня максимальна – 28,56 °C, а середня мінімальна – 0,33 °C. Середня річна кількість опадів – 1018 мм.
| Клімат поселення                              | Клімат поселення | Клімат поселення | Клімат поселення | Клімат поселення | Клімат поселення | Клімат поселення | Клімат поселення | Клімат поселення | Клімат поселення | Клімат поселення | Клімат поселення | Клімат поселення | Клімат поселення |
| Показник                                      | Січ.             | Лют.             | Бер.             | Квіт.            | Трав.            | Черв.            | Лип.             | Серп.            | Вер.             | Жовт.            | Лист.            | Груд.            |                  |
| Середній максимум, °C                         | 12,21            | 11,80            | 13,00            | 17,39            | 21,45            | 27,05            | 28,56            | 28,42            | 23,91            | 20,92            | 17,00            | 12,55            |                  |
| Середня температура, °C                       | 6,48             | 6,07             | 7,26             | 11,64            | 15,72            | 21,31            | 24,26            | 24,12            | 19,60            | 16,63            | 12,70            | 8,24             |                  |
| Середній мінімум, °C                          | 0,73             | 0,33             | 1,53             | 5,90             | 9,98             | 15,56            | 19,96            | 19,83            | 15,30            | 12,32            | 8,41             | 3,95             |                  |
| Норма опадів, мм                              | 99               | 83               | 85               | 52               | 45               | 29               | 29               | 50               | 105              | 165              | 145              | 131              |                  |
| Середньомісячна швидкість вітру, м/с          | 2.30             | 2.50             | 2.48             | 2.40             | 2.27             | 2.34             | 2.56             | 2.20             | 2.02             | 2.06             | 2.00             | 2.17             |                  |
| Середньомісячна сонячна радіація, кДж/м²·день | 7155             | 9249             | 11217            | 15664            | 19659            | 21695            | 22240            | 18968            | 15599            | 11006            | 8763             | 6818             |                  |
| --------------------------------------------- | ---------------- | ---------------- | ---------------- | ---------------- | ---------------- | ---------------- | ---------------- | ---------------- | ---------------- | ---------------- | ---------------- | ---------------- | ---------------- |
| Джерело:                                      |                  |                  |                  |                  |                  |                  |                  |                  |                  |                  |                  |                  |                  |